# Anaxipha adventicia
Anaxipha adventicia är en insektsart som beskrevs av Otte, D. 2006. Anaxipha adventicia ingår i släktet Anaxipha och familjen syrsor. Inga underarter finns listade i Catalogue of Life.